# Valeria Fodri
Valeria Fodri (28 settembre 1990) è una calciatrice italiana, di ruolo attaccante.

## Carriera
Valeria Fodri si appassiona al calcio in giovanissima età decidendo di tesserarsi nell'Associazione Sportiva Pizzighettone, società con sede nell'omonimo comune del cremonese, per giocare nelle formazioni miste giovanili. Partendo dalla formazione Primi calci, viene in seguito inserita nei Pulcini, quindi con l'età e giocando sempre con i maschietti, negli Esordienti e Giovanissimi fino al 2004, anno in cui per il regolamento della federazione non può più competere in tornei a formazione mista.
Coglie allora l'opportunità offertale dal Cremona, società che le propone di giocare con le proprie formazioni giovanili i campionati riservati a squadre interamente femminili. Con il Cremona gioca per otto stagioni, prima con le Giovanissime per essere velocemente inserite in prima squadra ed esordendo nel ruolo di centrocampista in Serie C Lombardia.
Nell'estate 2012 viene contattata dalla dirigenza della Bocconi Sport Team la quale, neopromossa in Serie A2, sta approntando una formazione competitiva adeguata ad un campionato di secondo livello nel panorama calcistico italiano e che le permetta di puntare alla salvezza. Fodri decide di condividere l'avventura vestendo la maglia biancoblu nel Girone C della stagione 2012-2013. Inserita in rosa con il ruolo di attaccante, riesce a garantire la salvezza alla società milanese anche grazie al suo contributo, che a fine stagione si fisserà su 2 reti realizzate su 13 presenze, raggiungendo la 7ª posizione.
L'estate 2013 decide di cambiare nuovamente società, formalizzando un accordo con l'Anima e Corpo Orobica per giocare la stagione 2013-2014 in Serie B, tornato ad essere di secondo livello dopo le riforme del campionato italiano femminile di calcio. Alla sua prima stagione con le orobiche, nuovamente inserita nel ruolo di attaccante, conquista il vertice del girone B e la conseguente promozione in Serie A grazie alle 11 reti segnate in 25 partite che la rendono miglior marcatrice della società a ex aequo con Federica Troiano. Condivide con le compagne la difficile stagione entrante, che vede la squadra incapace di staccarsi dalle parti basse della classifica e che al termine del campionato conclude al 14º e ultimo posto con conseguente retrocessione in cadetteria.
Fodri continua a rimanere legata alla società anche nelle stagioni successive, con quella 2016-2017 che vede cambiare sede e mutare la sua denominazione in Orobica Bergamo, e la 2017-2018 che vede la squadra protagonista del girone B di Serie B e che termina prima con la conquista del primo posto in campionato e poi, superando il Pro San Bonifacio ai tiri di rigore nello spareggio promozione, festeggiano con le compagne il ritorno in Serie A.
Nel luglio 2019 lascia la squadra bergamasca dopo 6 anni, scendendo di categoria, accasandosi al Brescia.

## Palmarès
- Campionato italiano di Serie B: 2

Anima e Corpo Orobica: 2013-2014
Orobica Bergamo: 2017-2018